# Helhond

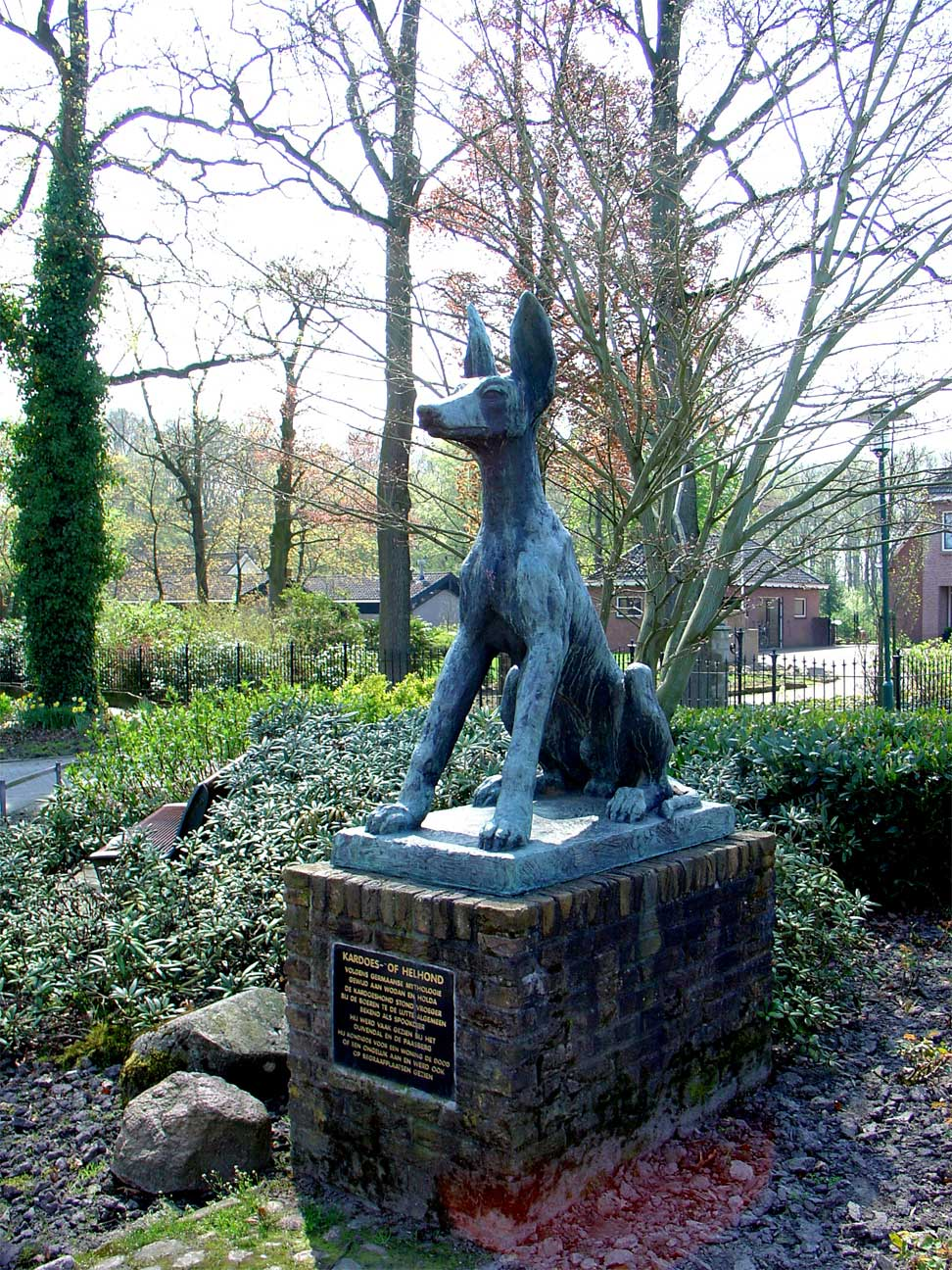
De helhond door Pieter de Monchy in De Lutte

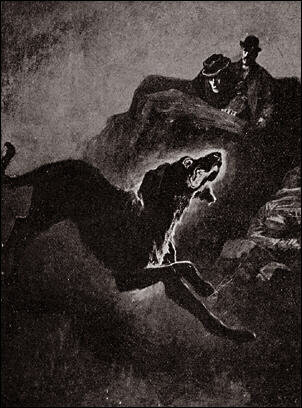
Sherlock Holmes en Dr. Watson zien de hond in The Hound of the Baskervilles

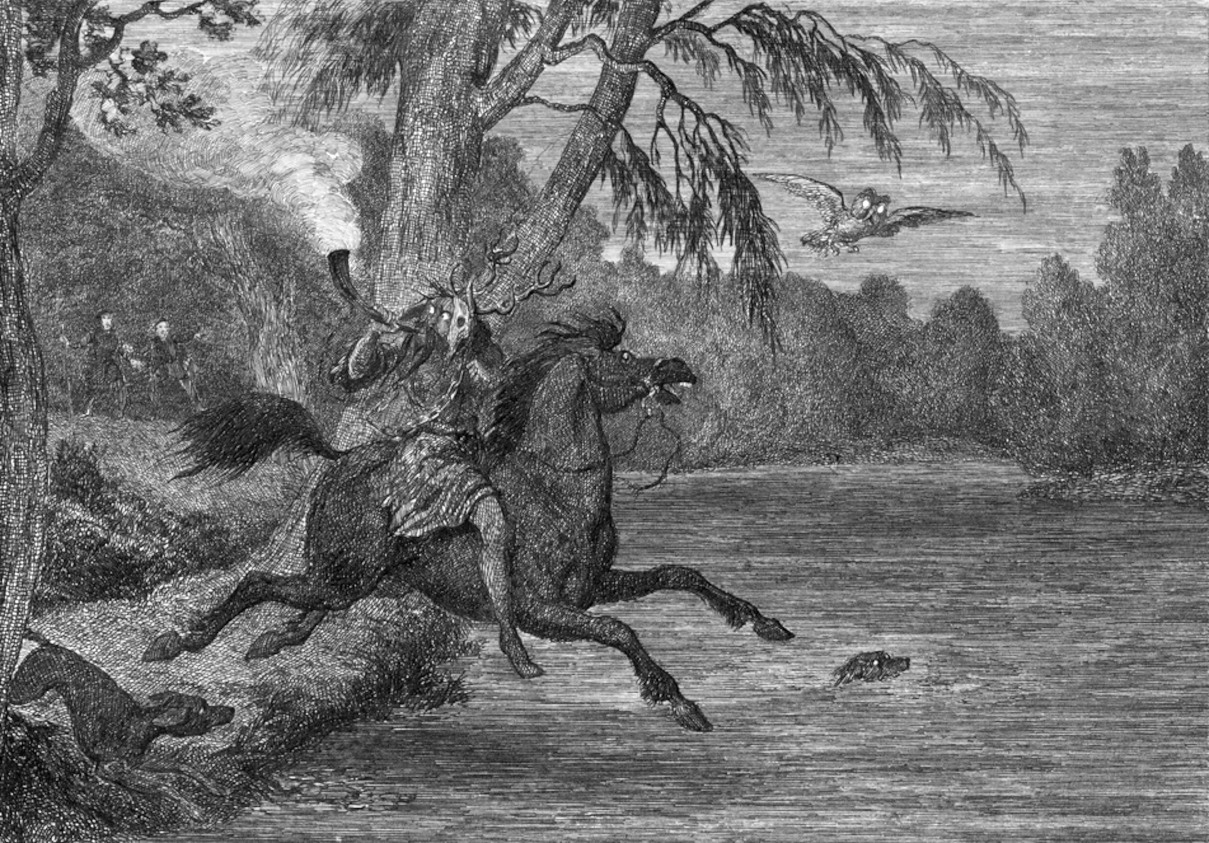
Herne the Hunter met honden, 1840

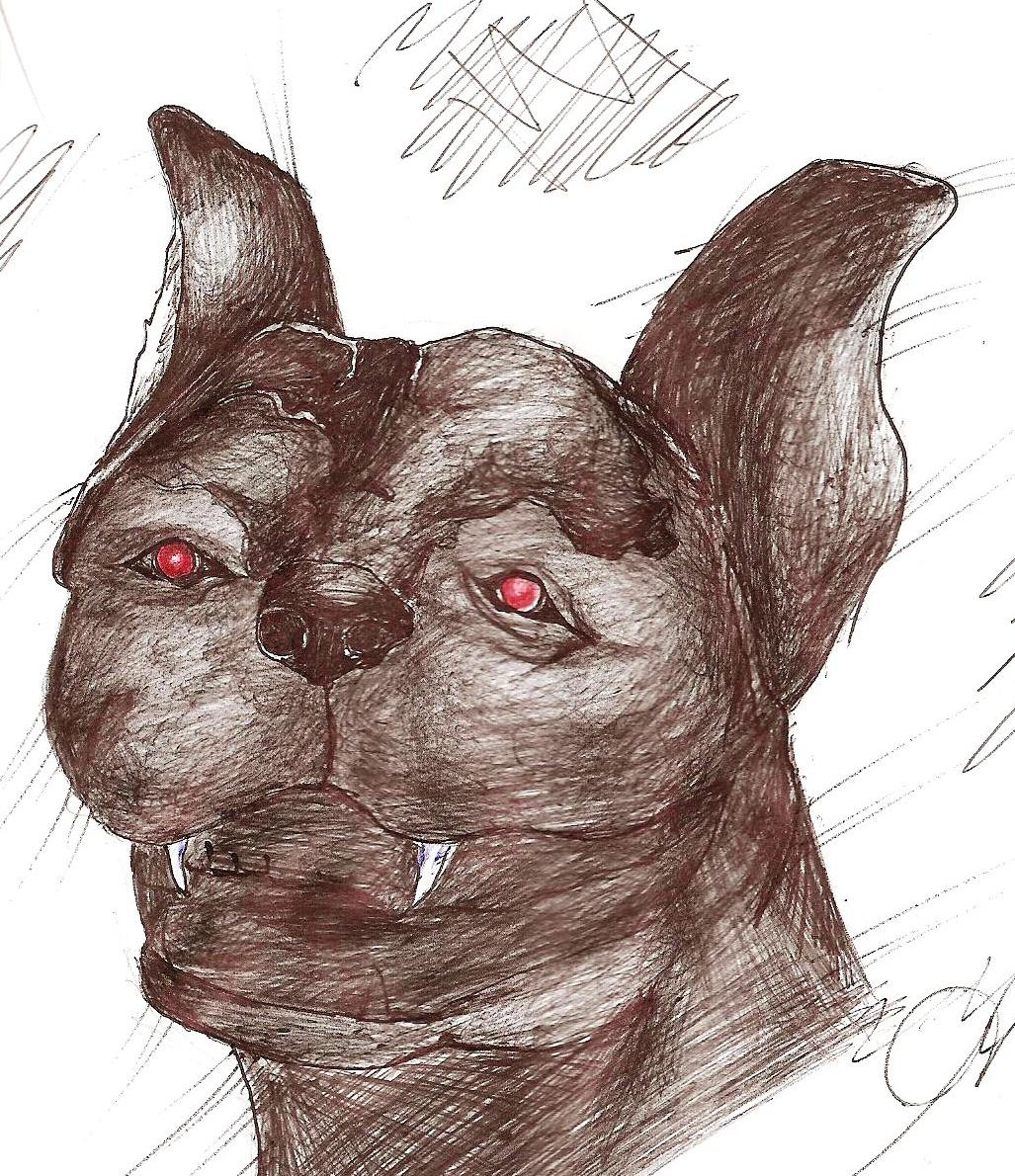
Cadejo uit Midden-Amerika

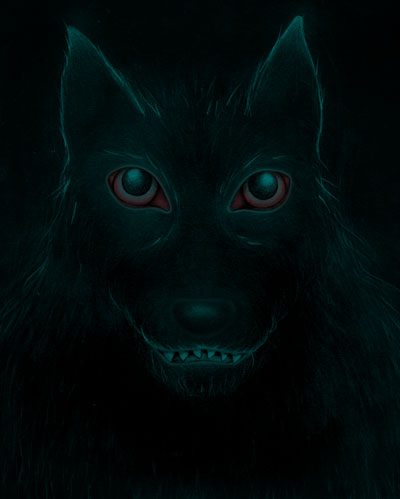
Black Shuck uit Norfolk

Een helhond (ook hellehond of kardoes) is een mythisch wezen dat wereldwijd in volksverhalen voorkomt.
Het zien van een hellehond is in het volksgeloof een omen. Het dier wordt in sommige verhalen wel in verband gebracht met de onderwereld.

## Mythologie
De helhond komt onder meer voor in de mythologie:
- In de Griekse mythologie is het Cerberus, de hond met drie koppen die de onderwereld bewaakt.
- In de Germaanse mythologie is het de hond van Wodan en Holda die hen vergezelt bij hun Wilde Jachttochten.
- In de Noordse mythologie is het Garmr, de hond van Hel en de bewaker van de poort van Niflheim.
- In de Azteekse mythologie helpt Xoloitzquintle, de hond van Xolotl, de doden naar de onderwereld.

## Volksverhalen in Nederland
In diverse volksverhalen leeft de helhond nog voort. De verhalen komen in Nederland onder meer voor in Twente, Noord-Brabant en Groningen. De helhond wordt in deze verhalen dikwijls gezien als de brenger van naderend onheil of de dood.
De hellehond is zwart gekleurd en heeft meestal spitse oren. Mensen die een hellehond tegenkwamen, konden rekenen op een recente dood van een naaste. Als men deze honden hoorde blaffen, was de dood nabij. De hellehond wordt ook wel kettinghond genoemd: men hoorde de kettingen rinkelen en vond de dood.
- In de Overijsselse plaats De Lutte staat een bronzen beeld van de helhond, gemaakt door Pieter de Monchy. Hij vervaardigde dit beeld in opdracht van zijn jeugdvriend, de textielfabrikant Dolf Molkenboer,[3] die het beeld bij zijn woning aan de Paasbergweg plaatste. De helhond is het symbool geworden van De Lutte en staat dan ook op de dorpsvlag. In De Lutte worden jaarlijks de hellehondsdagen gehouden.[4] De Paasberg en het Duivendal waren de gebieden waar, volgens het volksgeloof, de helhond zich meerdere malen liet zien, evenals op het kerkhof van De Lutte. In het laatste geval betekende zijn verschijning de aankondiging van een sterfgeval. Het verhaal van de hellehond in De Lutte wordt dikwijls in verband gebracht met een overoud, Germaans verleden, dat in verband zou staan met de Germaanse oppergod Wodan. Deze verklaring wordt echter tegenwoordig naar het rijk der fabelen verwezen. Het is niet bekend of er in de regio De Lutte in Wodan werd geloofd, en, zelfs als dit wel zo zou zijn, waaruit dat geloof dan bestond.[5] Het mysterie Geheim van Hades is deels gebaseerd op de klassieke sage en vertellingen uit De Lutte.
- In Boxmeer wordt verteld over een naaister die een kamer huurde waarin de vorige bewoner zich had verhangen. Er werd vaak een geluid gehoord alsof er met erwten of knikkers wordt gerold. Op een avond kwam de zwarte hond door de muur naar binnen. De naaister werd dood gevonden in haar bed.
- Bij Dinther zat soms een grote zwarte hond aan de rand van het bos en liep met je mee. De hond bracht ongeluk.
- In Grave was er een hond met een grote gloeiende sleutel in zijn bek.
- Bij de oude pastorie in Aalten verscheen een grote zwarte hond die met een ketting rammelde en  in het water sprong. Deze hond zou de geest zijn van de pastoor die tijdens de Reformatie protestants geworden was.
- De Groningse stommelstaart heeft vaste paden en verblijfplaatsen. Hij heeft de kop stijf vooruit, zwart krullend haar, een ruige staart die recht achteruitsteekt en gloeiende vlammende ogen zo groot als theeschoteltjes. Hij wordt ook wel Börries, Borries of Barries genoemd, naar de heilige Liborius van Le Mans.[6]
- In Zeeland, West-Brabant en Vlaanderen verschijnen ook Flodder en Kludde soms als grote zwarte hond en de Ossaert wordt soms beschreven als groot zwart monster met grote klauwen.

## Verhalen in andere landen
De hellehond is ook in andere landen in de folklore bekend. Daar komen verschillende soorten hellehonden voor, ieder met net een iets andere nuance.
- In het Engels zijn er bijvoorbeeld de hellhound, die hetzelfde is als onze helhond, maar ook de black dog. Deze komt vooral voor in de buurt van eeuwenoude routes, kruispunten en plekken waar mensen werden geëxecuteerd, en er zijn de Gabriel Hounds en ratchets.
- In De hond van de Baskervilles van Sir Arthur Conan Doyle heeft deze hellehond een belangrijke rol in het verhaal dat zich in Dartmoor afspeelt.
- Als Dracula in het boek van Bram Stoker in Whitby in Yorkshire aankomt, verandert hij zichzelf in een enorme zwarte hond.
- In Edinburgh Castle verschijnen spoken, waaronder een spookhond.

Het is vooral een Engelse traditie:
- In Dorset heten ze yeth hounds, in Wales Cŵn Annwn, de hond van Annwn, en Gwyllgi. Op het eiland Man zijn er de Yell Hounds, de Moddey Dhoo en daar is een spookhond uit het kasteel van Peel. In Norfolk is er de Black Shuck, in Lancashire Barguist, Gytrash, Padfoot, Shag, Trash, Striker en Skriker. In Hertfordshire zou Lean Dog de ziel van een geëxecuteerde schoorsteenveger zijn. In Somerset is Gurt Dog bekend en in Yorkshire is dat Barghest.

In andere landen:
- In Mexico kent men de Nagual en Huay chivo en in heel Midden-Amerika is de Cadejo bekend. In Argentinië is de Lobisón de hellehond.
- In De drie vogeltjes van de gebroeders Grimm speelt een grote zwarte hond een rol.

Er zijn ook meer eigentijdse verzinsels:
- Roald Dahl vermeldt in De heksen dat deze honden altijd mannelijk zijn.
- In een aflevering van Dalziel and Pascoe heet een huis in het nationale park North York Moors The Barguest en staat er een enorme zwarte hond op het bord.
- In Magic: The Gathering wordt het dier Hollowborn Barghest genoemd.

## In moderne verhalen
- De Grim uit de Harry Potter-serie kan als hellehond worden opgevat.
- In The Omen wordt de antichrist bewaakt door zwarte honden.
- In No Country for Old Men loopt de hoofdpersoon langs een zwarte hond, vlak voor hij betrokken raakt in een heroïnedeal.
- In Treasure Island van Robert Louis Stevenson heet een piraat Black Dog. Er sterven meerdere mensen vlak na een bezoek van deze man.
- In Black Dog, een film met Patrick Swayze, wordt gezegd dat het gezien wordt als je te lang op de weg bent en te hard doorzet, als je inhalig wordt komt het en pakt alles af.
- In de stripverhalen De hellegathonden en De laaiende linies van Suske en Wiske komen helse honden voor.
- In Snuf en de luchtpostbrief van de kinderboekenschrijver Piet Prins speelt het geloof in de zwarte kardoes of helhond in Twente een belangrijke rol.[7]
- Ook in Thriller van Michael Jackson spelen the hounds of hell een rol.
- In de Amerikaanse tv-serie Supernatural komt de helhond regelmatig voor. Hij neemt daarin mensen met een duivelscontract mee naar de hel.
- Ook in de televisieserie Teen Wolf komt er een helhond voor. Deze wordt voorgesteld als een man bestendig tegen vuur.

## Afbeeldingen

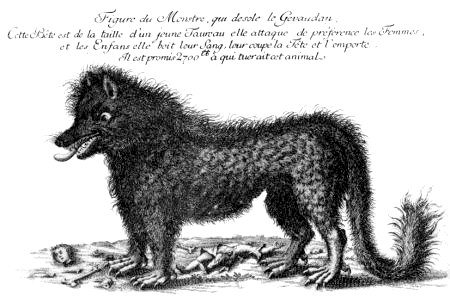
Het beest van Gévaudan
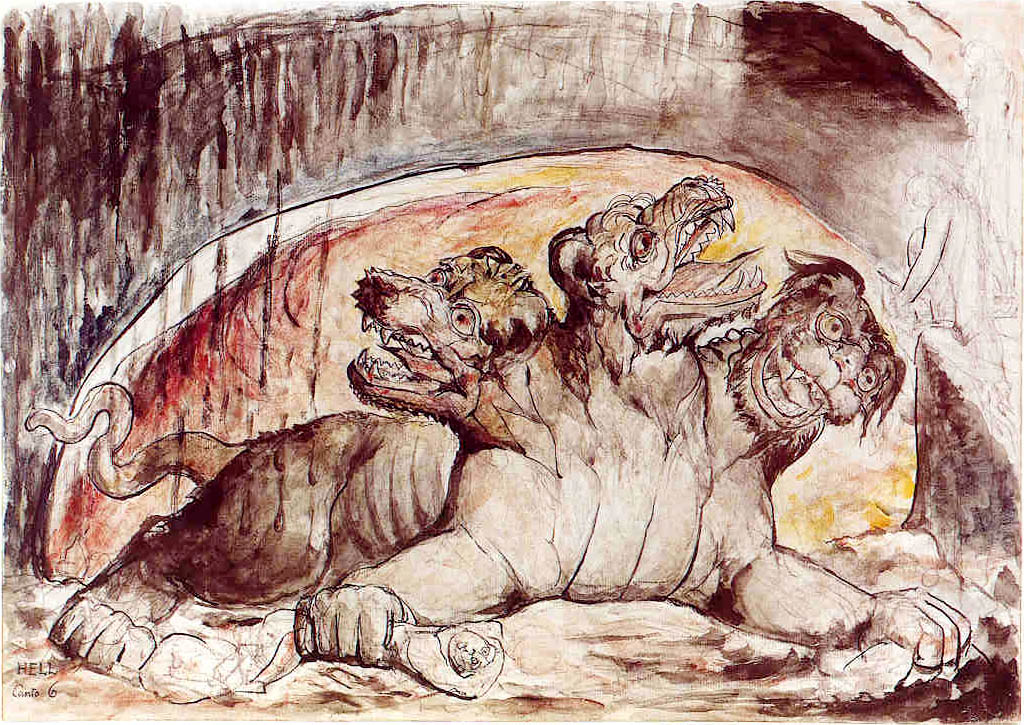
Cerberus
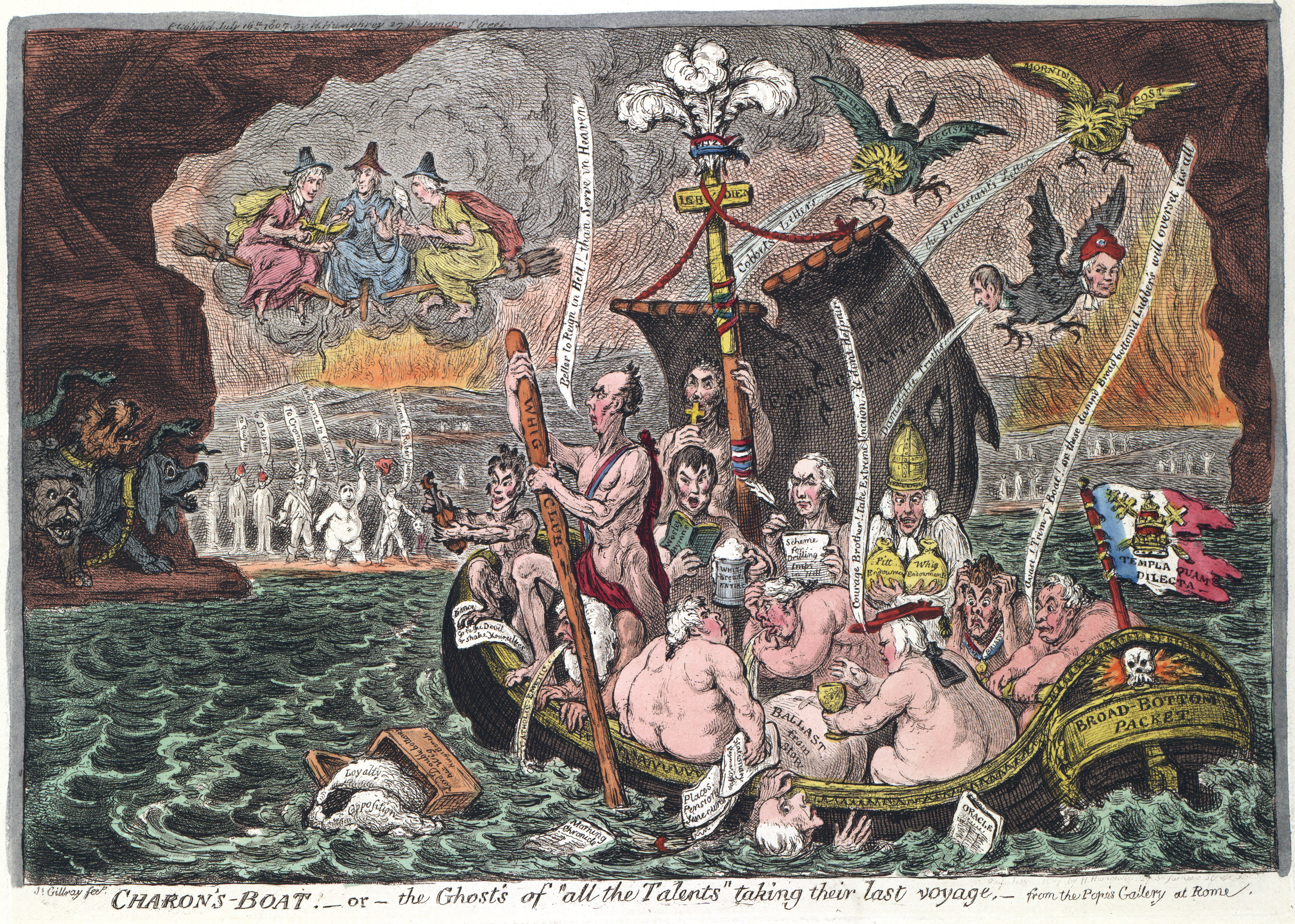